# RenaiSSance
『RenaiSSance』(ルネッサンス)は、1999年11月20日に発売されたDe-LAXのアルバム。通算6枚目のオリジナルアルバムである。発売元はTRIAD/HEAT WAVE。

## 解説
- 再結成後、初のオリジナルアルバム。De-LAXのアルバム作品としては、前作『HELLO AGAIN』から5か月ぶり、オリジナルアルバムとしては、5thアルバム『Our Favourite Roads』から、実に7年ぶりのリリースとなった。
- 再結成後に発売された7thシングル「beat'N'message」と、8thシングル「darkOrange」から、それぞれの表題曲2曲と、他8曲が収録されている。
- スペシャルサンクスとしてGITANEの本田聡やLOOPUSのギタリストである澄田健の名前がクレジットされている。
- 後に発売されたベストアルバム『Best of De+LAX』と『"20th Anniversary Premium Collection"』に1曲も収録されなかったオリジナルアルバムは本作のみである。

## ツアー
- このアルバムをひっさげ、アルバムツアー『De-LAX RenaiSSance 2000』を行った。なお、この頃のライブの模様は現在も映像化されていない。

## 収録曲
- 全曲 作詞:宙也、編曲:De-LAX

| #         | タイトル                       | 作詞      | 作曲     | 時間 |
| --------- | ------------------------------ | --------- | -------- | ---- |
| 1.        | 「beat'N'message」             |           | 鈴木正美 | 3:44 |
| 2.        | 「Cyclone 13」                 |           | 榊原秀樹 | 3:45 |
| 3.        | 「Lovachevsky」                |           | 鈴木正美 | 6:28 |
| 4.        | 「DIGITALis -ジギタリスの花-」 |           | 榊原秀樹 | 2:54 |
| 5.        | 「spaceJUNKsonic」             |           | 鈴木正美 | 4:17 |
| 6.        | 「Eclipse」                    |           | 榊原秀樹 | 4:14 |
| 7.        | 「ダンデライオン」             |           | 鈴木正美 | 4:50 |
| 8.        | 「darkOrange -dazzling Mix-」  |           | 榊原秀樹 | 4:47 |
| 9.        | 「Nightmare」                  |           | 鈴木正美 | 3:32 |
| 10.       | 「Twilight...」                |           | 京極輝男 | 3:57 |
| 合計時間: | 合計時間:                      | 合計時間: | 40:27    |      |

## 曲解説
- 全曲 作詞:宙也、編曲:De-LAX

1. beat'N'message (3:44)[1]
  - 作曲:鈴木正美

7thシングルの表題曲。アルバムの1曲目がシングル曲となるのはこれが初めてとなる。
2. Cyclone 13 (3:44)
  - 作曲:榊原秀樹

11月20日に行われたイベント『NIGHT OF THE FIREBUGS』では、このアルバムの発売に先駆けて、本楽曲が初めて演奏された。
3. Lovachevsky (6:28)
  - 作曲:鈴木正美

ミディアムテンポのナンバーとなっている。
イントロだけで1分半近くある楽曲で、更に間奏でも1分半近くあり、本作に収録されている楽曲の中で、一番演奏時間が長い楽曲となっている。
11月20日に行われたイベント『NIGHT OF THE FIREBUGS』では、このアルバムの発売に先駆けて、本楽曲が初めて演奏された。
4. DIGITALis -ジギタリスの花- (2:54)
  - 作曲:榊原秀樹

タイトルは、実際に存在する花の名前である。
本作に収録されている楽曲の中で、一番演奏時間が短い楽曲となっている。
5. spaceJUNKsonic (4:17)[2]
  - 作曲:鈴木正美

歌詞は宇宙について書かれており、「アポロ」や「スプートニク」などの宇宙に関するワードが登場する。この他にも「ディオニュソス」や「プロメテウス」、「パンドラの箱」などといったギリシャ神話に登場する人物名が登場する。
最後はフェードアウトして終了する。
6. Eclipse (4:15)[3]
  - 作曲:榊原秀樹

11月20日に行われたイベント『NIGHT OF THE FIREBUGS』では、このアルバムの発売に先駆けて、本楽曲が初めて演奏された。
7. ダンデライオン (4:50)[4]
  - 作曲:鈴木正美

タイトルは英語で「タンポポ」。
ミディアムテンポのナンバーとなっており、スクラッチノイズを入れてアナログチックな処理が施されている。
ライブで演奏する際、アコースティックバージョンとしてアレンジされることもあるが、そのバージョンは、現在も音源化はされていない。
8. darkOrange -dazzling Mix- (4:47)[5]
  - 作曲:榊原秀樹

8thシングルの表題曲。本作にはアルバムバージョンとして収録されており、曲の流れを重視して、Aメロから生声に近い感じにミックスされている。
9. Nightmare (3:32)[6]
  - 作曲:鈴木正美

一変して激しいシンセサイザーの音から始まる。
本作収録曲の中で最もBPMが速い楽曲。
11月2日に行われたイベント『TRIAD NIGHT -King's Road Back-』では、このアルバムの発売に先駆けて、本楽曲が初めて演奏された。
10. Twilight... (3:57)[7]
  - 作曲:京極輝男

スローテンポなバラードナンバー。
京極輝男が作曲を担当する曲は、再結成後、最後の曲となった。

## 参加ミュージシャン
- 宙也 - ボーカル、作詞(全曲)
- 榊原秀樹 - ギター、作曲(#2、#4、#6、#8)
- 鈴木正美 - ベース、作曲(#1、#3、#5、#7、#9)
- 京極輝男 - キーボード&パーカッション、作曲(#10)
- 高橋まこと - ドラム
- 磯江俊道 - シンセサイザー&マニピュレーター(#1-#7、#9、#10)
- Yuichi Kobayashi(原文ママ表記) (from Minato) - シンセサイザー&マニピュレーター(#8)